# آشپزخانه (فیلم ۱۹۶۶)
«آشپزخانه» (انگلیسی: Kitchen (1966 film)) یک فیلم به کارگردانی اندی وارهول است که در سال ۱۹۶۶ منتشر شد. از بازیگران آن می‌توان به ایدی سجویک اشاره کرد.